# Морлон-ле-О
Морло́н-ле-О (фр. Morlhon-le-Haut, окс. Morlhon) — коммуна во Франции, находится в регионе Окситания. Департамент — Аверон. Входит в состав кантона Вильфранш-де-Руэрг. Округ коммуны — Вильфранш-де-Руэрг.
Код INSEE коммуны — 12159.
Коммуна расположена приблизительно в 510 км к югу от Парижа, в 95 км северо-восточнее Тулузы, в 45 км к западу от Родеза.

## Население
Население коммуны на 2008 год составляло 553 человека.
| 1962 | 1968 | 1975 | 1982 | 1990 | 1999 | 2008 |
| ---- | ---- | ---- | ---- | ---- | ---- | ---- |
| 529  | 585  | 519  | 491  | 531  | 527  | 553  |

## Экономика

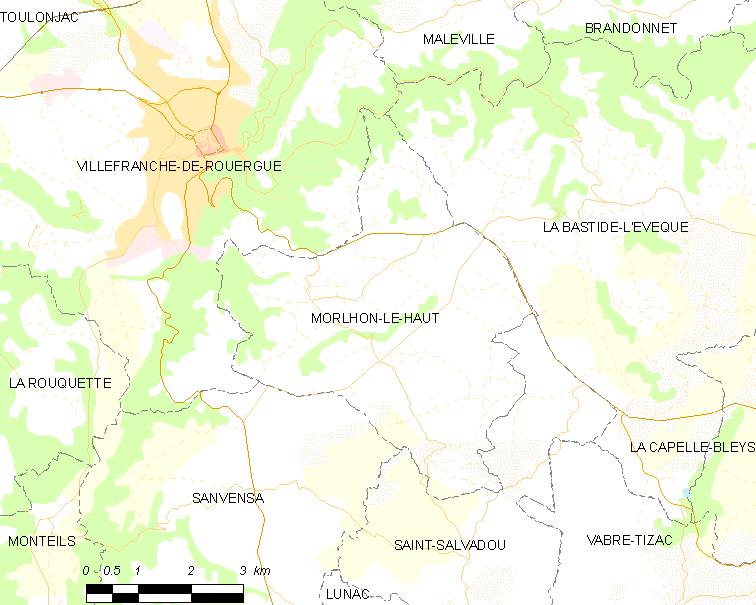
Карта коммуны

В 2007 году среди 334 человек в трудоспособном возрасте (15—64 лет) 258 были экономически активными, 76 — неактивными (показатель активности — 77,2 %, в 1999 году было 69,8 %). Из 258 активных работали 250 человек (133 мужчины и 117 женщин), безработных было 8 (5 мужчин и 3 женщины). Среди 76 неактивных 21 человек были учениками или студентами, 34 — пенсионерами, 21 были неактивными по другим причинам.